# 利里號驅逐艦 (DD-158)
利里號驅逐艦（舷號DD-158），是一艘美國海軍建造的驅逐艦，為維克斯級驅逐艦的84號艦。她是美軍第一艘以利里為名的軍艦，以紀念在第一次世界大戰陣亡的海軍軍官克拉倫斯·利里（Clarence Frederick Leary）。
利里號在1918年於紐約造船廠開始建造，在同年下水，於1919年服役，其時第一次世界大戰已經結束。稍後利里號被派往太平洋及大西洋執勤，於1922年退役封存。1930年利里號重新服役，在大西洋及太平洋之間用作訓練；1937年4月，利里號入塢大修，並在修繕之餘增設開發中的CXAM雷達進行測試，成為美國海軍中第一艘搭載雷達的軍艦。第二次世界大戰爆發後，利里號派往大西洋海域作中立巡航，護航從紐芬蘭到冰島航線商船，她也成為美軍首艘與德國潛艦接觸的軍艦。
1943年12月，利里號被德國潛艇狼群伏擊，遭U-275號以魚雷擊沉。
利里號在第二次世界大戰共獲一枚戰鬥星章。